# 渕上一雄
渕上 一雄（ふちがみ かずお、1951年7月22日 - ）は、日本の製紙技術者、化学工学者、実業家。

## 略歴
福岡県出身。九州工業大学卒業後、本州製紙（現王子ホールディングス）入社。王子製紙代表取締役副社長、王子製紙代表取締役社長を経て、現在、王子ホールディングス代表取締役副社長、副社長グループ経営委員機能材カンパニープレジデント、王子機能材事業推進センター社長を務める。

## 年譜
- 1951年7月22日 - 福岡県に生まれる
- 1970年3月 - 福岡県立修猷館高等学校卒業
- 1974年3月 - 九州工業大学工学部工業化学科卒業
- 1974年4月 - 旧本州製紙㈱(現王子ホールディングス)入社
- 2008年4月 - 王子ホールディングス執行役員
- 2011年4月 - 王子ホールディングス常務執行役員印刷情報メディアカンパニーバイスプレジデント
- 2012年6月 - 王子ホールディングス取締役常務執行役員印刷情報メディアカンパニーバイスプレジデント
- 2012年10月 - 王子製紙副社長兼王子ホールディングス取締役常務グループ経営委員印刷情報メディアカンパニーバイスプレジデント
- 2013年6月 - 王子製紙取締役社長兼王子ホールディングス取締役専務グループ経営委員印刷情報メディアカンパニープレジデント
- 2015年4月 - 王子ホールディングス代表取締役副社長副社長グループ経営委員機能材カンパニープレジデント、㈱王子機能材事業推進センター社長